# Sara Ugarte de Salamanca
Sara Ugarte Quiroga de Salamanca (Cochabamba, Bolívia, 1866– 23 de novembre de 1925) va ser una poeta boliviana, recordada per la seva filantropia, per haver-se casat amb el que va ser president de la República de Bolívia, Daniel Salamanca Urey, i per haver impulsat la construcció del monument a les Heroïnes de la Coronilla a la seva ciutat natal.

## Biografia

### Primers anys
Sara Ugarte va néixer a Cochabamba al 1866. Era descendent d'una família de noble llinatge. El seu pare va ser Guillermo d'Ugarte Santivañez i la seva mare Antonia Quiroga Guzman. Així mateix, el seu germà va ser el poeta Natalio Ugarte, que va compartir amb ella l'afició per l'escriptura. Sara va estudiar al Liceu 14 de Setembre de la seva ciutat natal. Diuen que durant la seva infantesa i adolescència, es va caracteritzar pel seu altruisme. Quan era encara petita, hi va haver la Guerra del Pacífic que va enfrontar Bolívia, Xile i el Perú. Sara va treballar amb esforç per ajudar els ferits en aquest conflicte bèl·lic. 
"Vencent escrúpols i les cures de família, la gentil nena Sara Ugarte es presentava sol·lícita en aquelles cases de caritat, prestant auxilis als pacients, amb una enteresa i actitud varonil, estranyes en la seva tendra edat (tretze anys) i condició." 
S'explica també que va vendre la seva col·lecció de nines per contribuir a l'encunyació d'una medalla d'or per al Cap Juan Gallardo (també de Cochabamba, nascut a Quillacollo) que, com tants d'altres, va tornar a la seva ciutat en la indigència després de la derrota a Xile.
La filantropia de Sara va ser àmpliament comentada i lloada en la societat del moment. És famosa la seva frase: "Joiós segle en què el deure és una virtut".

### Vida adulta
Va escriure l'assaig líric L'Òrfena en quartets hendecasíl·labs i el va recitar amb èxit en el Teatre Achá de la seva ciutat natal, en una funció de caritat. Segons l'intel·lectual d'aquella època O'Connor d'Arlach:
"Només aquesta composició és suficient per cimentar la fama literària de la dolça i tendra poeta de Cochabamba, les estrofes cadencioses de la qual són tan aplaudides i el nom de les quals ocuparà un lloc distingit en el Parnàs Bolivià". 

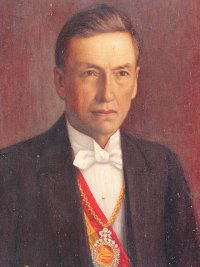
Daniel Salamanca

Va escriure també sota el pseudònim de Clora; pels qui no coneixien la seva identitat, es tractava d'una "intel·ligent deixebla de SOLEDAD" (Soledad era el pseudònim de la també poeta cochabambina Adela Zamudio, considerada l'escriptora més important de la historia boliviana). Són recordades la seva obra Fantasía y Colón així com els seus himnes i cançons patriòtiques. Va produir també un text crític de l'obra Lourdes d'Émile Zola en el qual defensà al catolicisme. Aquest assaig es va publicar a la Revista Catòlica, un espai acadèmic en el qual tots els col·laboradors eren homes excepte Sara, que es limitava a signar només amb les seves inicials.
És també autora d'un estudi històric i sociològic que parla sobre la Guerra del Pacífic. Igualment, va fer incursions en la pintura, exposant la seva obra Una caridad a l'Exposició de 1890. Va ser fundadora i directora del diari femení Nueva Aurora, a Cochabamba.
L'any 1893 es va casar amb Daniel Salamanca Urey, que dos anys després (l'any 1895) iniciaria la seva carrera política en ser triat diputat per Cochabamba i que al març de 1931 es convertiria en President de la República, coincidint el seu mandat amb la Guerra del Chaco. Va tenir 6 fills, Hernan Salamanca Ugarte, Alberto Salamanca Ugarte, Rafael Salamanca Ugarte, Laura Salamanca Ugarte, Leonor Salamanca Ugarte i Raquel Salamanca Ugarte.

### Monument a les Heroïnes de la Coronilla

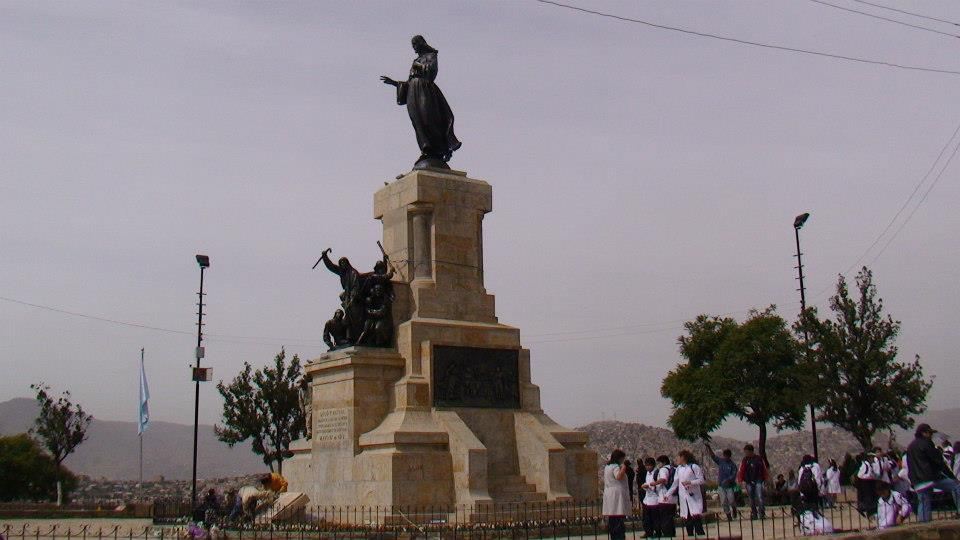
Monument a les Heroïnes de la Coronilla, en el cim del turó de Sant Sebastià. Cochabamba, Bolívia.

Sara Ugarte va fundar i dirigir la Societat Patriòtica "27 de Maig" (precursora de l'actual Comitè Cívic Femení), i va lluitar perquè es creés un monument a les Heroïnes de la Coronilla, que van combatre en contra dels exèrcits reialistes durant la Guerra de la Independència Boliviana. Gràcies a la intervenció de Sara Ugarte, es va crear el monument en el cim del turó de Sant Sebastià, al vessant del qual es va lliurar la batalla. En proposar la ubicació del monument, es va crear una gran polèmica: els notables cochabambins no estaven d'acord que el monument s'emplacés en aquest lloc, atès que estaria envoltat de venedors, verdulaires i artesans. Sara Ugarte, en canvi, va rescatar la procedència popular de les heroïnes i va defensar aquesta ubicació.
L'any 1926, un any després de la mort de la Sara, el president Hernando Siles va concedir que el monument es construís en el cim del turó de Sant Sebastià. Els festejos van durar tres dies i van incloure la inauguració del mercat 25 de Maig, per a alegria dels sectors populars, que comptaven amb un nou espai per al comerç i havien estat representats en el monument.

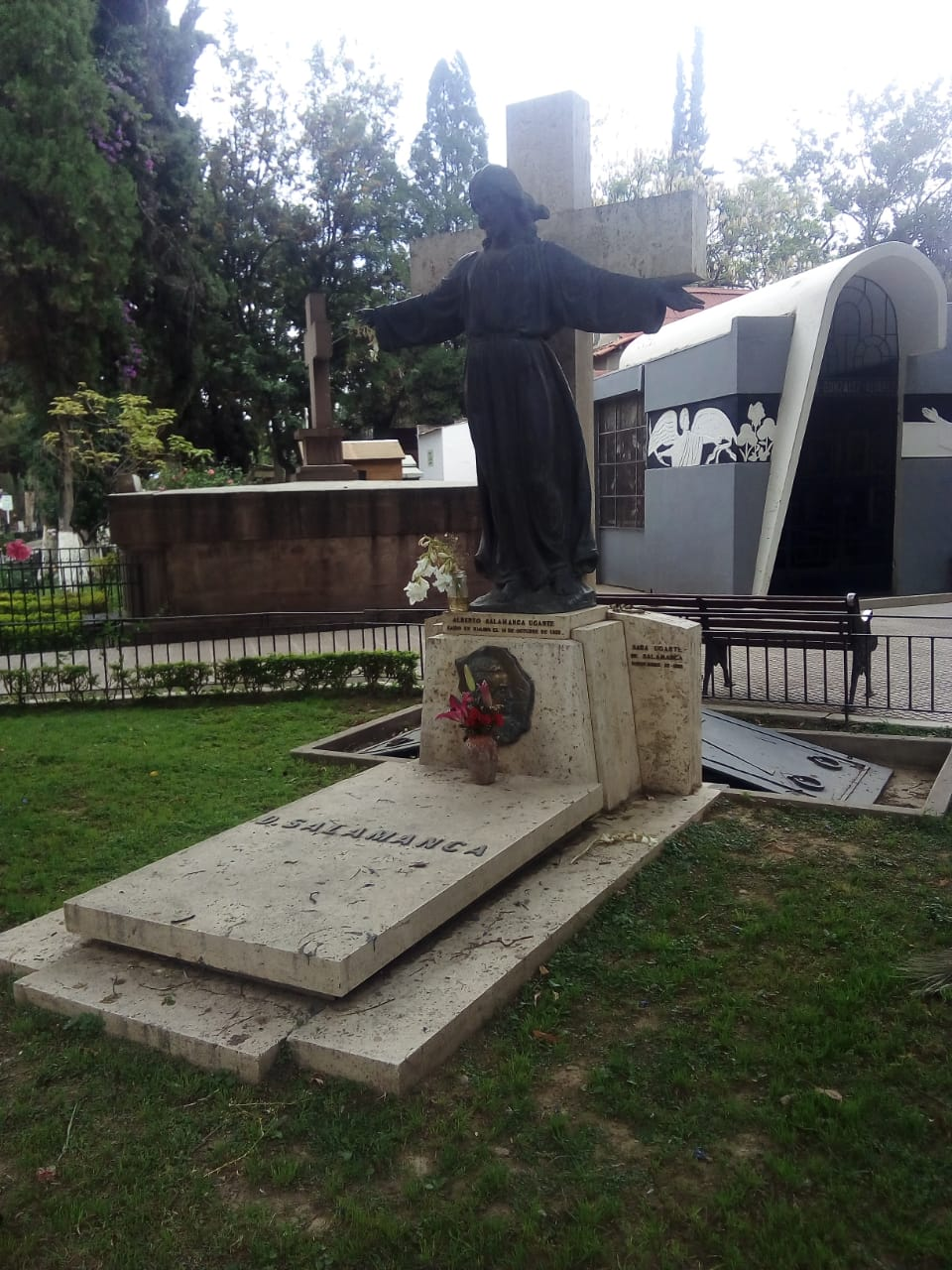
La seva tomba es troba en el cementiri general de Cochabamba, al costat de la tomba del seu marit, el president Daniel Salamanca.